# Casinaria parvula
Casinaria parvula là một loài tò vò trong họ Ichneumonidae.